# Looking for Eric
Looking for Eric ist ein britischer Film von Regisseur Ken Loach aus dem Jahr 2009. Er setzt sich in humorvoller Weise mit dem Ikonenstatus des ehemaligen Fußballstars von Manchester United, des Franzosen Éric Cantona, und seiner Bedeutung für die Fans des Vereins auseinander. Eng damit verknüpft ist die für Loach typische Darstellung der britischen Arbeiterklasse und ihrer Probleme.

## Handlung
Eric Bishop ist ein Postbote aus Manchester und fanatischer Anhänger des Fußballvereins Manchester United. Er lebt zusammen mit zwei Stiefsöhnen aus seiner zweiten Ehe in einem kleinen Reihenhaus. Aufgrund seines deprimierenden Lebens und in die Brüche gegangener Partnerschaften ist er stark depressiv. Auch seine Freunde, die ihn in jeder Lebenslage unterstützen, können ihn kaum aufmuntern. Zudem leidet er unter Panikattacken, deretwegen er zu Beginn sogar ins Krankenhaus kommt.
Eric hat vor vielen Jahren seine erste Frau Lily verlassen und seitdem keinen Kontakt mehr zu ihr. Als er auf seine kleine Enkeltochter aufpassen soll, trifft er sie wieder. Er würde sich gerne mit ihr verabreden, traut sich aber nicht. 
Sein Stiefsohn Ryan, der bei ihm lebt, hält die Schusswaffe eines berüchtigten Drogendealers in seinem Zimmer versteckt und wird erpresst, damit er sie nicht der Polizei übergibt.
Als Eric in dieser Situation Panik bekommt und sogar an Selbsttötung denkt, erscheint ihm beim Rauchen eines Joints sein großes Idol, der berühmte Fußballspieler Éric Cantona. Dieser erteilt ihm Ratschläge, um sein Leben wieder in geordnete Bahnen zu bringen. Auch später gibt Cantona Eric in seiner bekannten philosophischen Art und Weise immer wieder wertvolle Tipps. Dank der tatkräftigen Hilfe seiner Freunde gelingt es ihm schließlich, seine Probleme anzugehen und am Ende sogar eine neue Beziehung zu Lily aufzubauen.

## Kritik
Von den bei Rotten Tomatoes aufgeführten Kritiken sind 85 Prozent positiv.
Das Lexikon des internationalen Films merkt an: „Eine von einem spielfreudigen Darstellerensemble getragene Komödie, die sozialrealistische Beobachtungen und märchenhafte Elemente verbindet. Zwar schleicht sich in die Aufarbeitung familiärer Konflikte manches Stereotyp ein, dennoch überzeugt der Film durch seinen Humanismus und sein mit viel Humor vermitteltes Plädoyer für Solidarität.“

## Verschiedenes

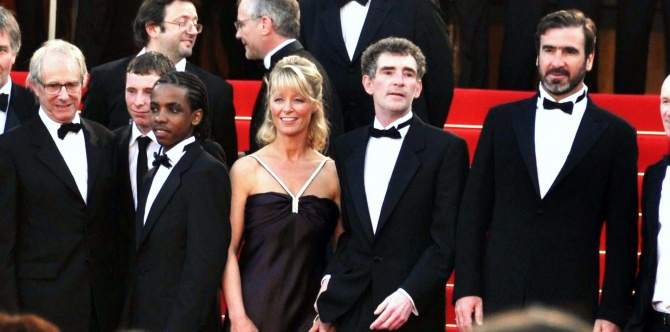
Das Filmteam bei den Internationalen Filmfestspielen von Cannes 2010

- In dem Stammpub von Eric ist ein Spielplan der EM 2008 deutlich sichtbar (England war nicht qualifiziert).
- Der Film beschreibt auf humoristische Art und Weise den Umgang der Fans des kommerzkritischen Vereins FC United of Manchester mit dem „großen Bruder“ Manchester United.
- Der imaginäre Éric Cantona wechselt oft zwischen der englischen und der französischen Sprache, wobei der Protagonist die letztere nicht versteht. Trotzdem antwortet er in der letzten Szene des Films auf die Frage „Bist du wahnsinnig?“ auf Französisch mit „Moi?“.
- Der Film enthält Originalszenen mit Toren von Éric Cantona. Auch der Cantona zufolge größte Moment seines Lebens, ein genialer Pass in einem Spiel gegen Tottenham Hotspur, wird präsentiert.
- Der Film ist Ken Loach zufolge auf Initiative von Éric Cantona selbst entstanden, der seine besondere Beziehung zu den United-Fans habe darstellen wollen.